# Walter Bogs
Walter Bogs (* 3. April 1899 in Bromberg; † 22. Oktober 1991 in Kassel) war ein deutscher Jurist mit maßgeblichem Einfluss auf die deutsche Sozialgesetzgebung nach 1949.

## Werdegang
Nach dem Wehrdienst im Ersten Weltkrieg ab 1917 studierte er von 1919 bis 1922 Rechtswissenschaft in Marburg und Berlin. Berufstätig war er zunächst beim Allgemeinen Deutschen Gewerkschaftsbund und als Richter am Arbeitsgericht Berlin. Zum 1. Mai 1933 trat Bogs der NSDAP bei (Mitgliedsnummer 2.279.600). Ab 1933 war er ständiges Mitglied beim Reichsversicherungsamt, wo er vom Regierungsrat (1933) über den Oberregierungsrat (1937) und Regierungsdirektor (1943) zum Senatspräsidenten (1944) aufstieg. Von 1946 an war er Lehrbeauftragter an der Universität Göttingen, im Hauptamt Richter am Amts- und Sozialgericht Göttingen. 1949 wurde er an der Hochschule für Arbeit, Politik und Wirtschaft in Wilhelmshaven zum ordentlichen Professor ernannt. 1951/1952 war er Rektor dieser Hochschule. Von 1954 bis 1967 war er Senatspräsident beim Bundessozialgericht in Kassel, seit 1965 Vizepräsident des Gerichts und von 1958 bis 1978 Mitglied des Sozialbeirates der Bundesregierung. 1954 ernannte ihn die Universität Göttingen zum Honorarprofessor.
Daneben war er in vielen weiteren Beratungsgremien Mitglied: Sein Gutachten zum Recht der sozialen Sicherheit, das er 1954 für das Bundesarbeitsministerium erarbeitete, legte den Grundstein der folgenden Rentenreform von 1957. Er war Mitglied im Beirat für die Neuordnung der sozialen Leistungen beim Bundesministerium für Arbeit und Sozialordnung (seit 1954); dem Sozialbeirat für die gesetzliche Rentenversicherung (seit 1958 bis in die siebziger Jahre); der Sozialenquête-Kommission (1964 bis 1966); der Sozialgesetzbuch-Kommission (1969 bis 1976); der Kommission für die Reform des Krankenversicherungsrechts (seit 1970), die er leitete.

## Auszeichnungen
- 1967: Großes Verdienstkreuz mit Stern
- 1974: Großes Verdienstkreuz mit Stern und Schulterband der Bundesrepublik Deutschland

## Schriften
- Mit Adolf Brehm:  Theodor Rohlfing (Hg.): Arbeitsrecht, Zivilprozeß- und Vollstreckungsrecht (Rechtshandbücher des Kaufmanns, Band 3). Berlin: Wichert,       17. Auflage 1942.
- Grundfragen des Rechts der sozialen Sicherheit und seiner Reform, Berlin 1955
- Soziale Sicherung in der Bundesrepublik Deutschland. Bericht der Sozialenquête-Kommission, Kohlhammer, Stuttgart 1966
- Rechtsprinzipien sozialer Sicherung unter besonderer Berücksichtigung des Gutachtens der Sozialenquête-Kommission, 1967
- Die Sozialversicherung in der Weimarer Demokratie, Schweitzer, München 1981 ISBN 978-3-88709-586-4